# Fiere del gelo sul Tamigi

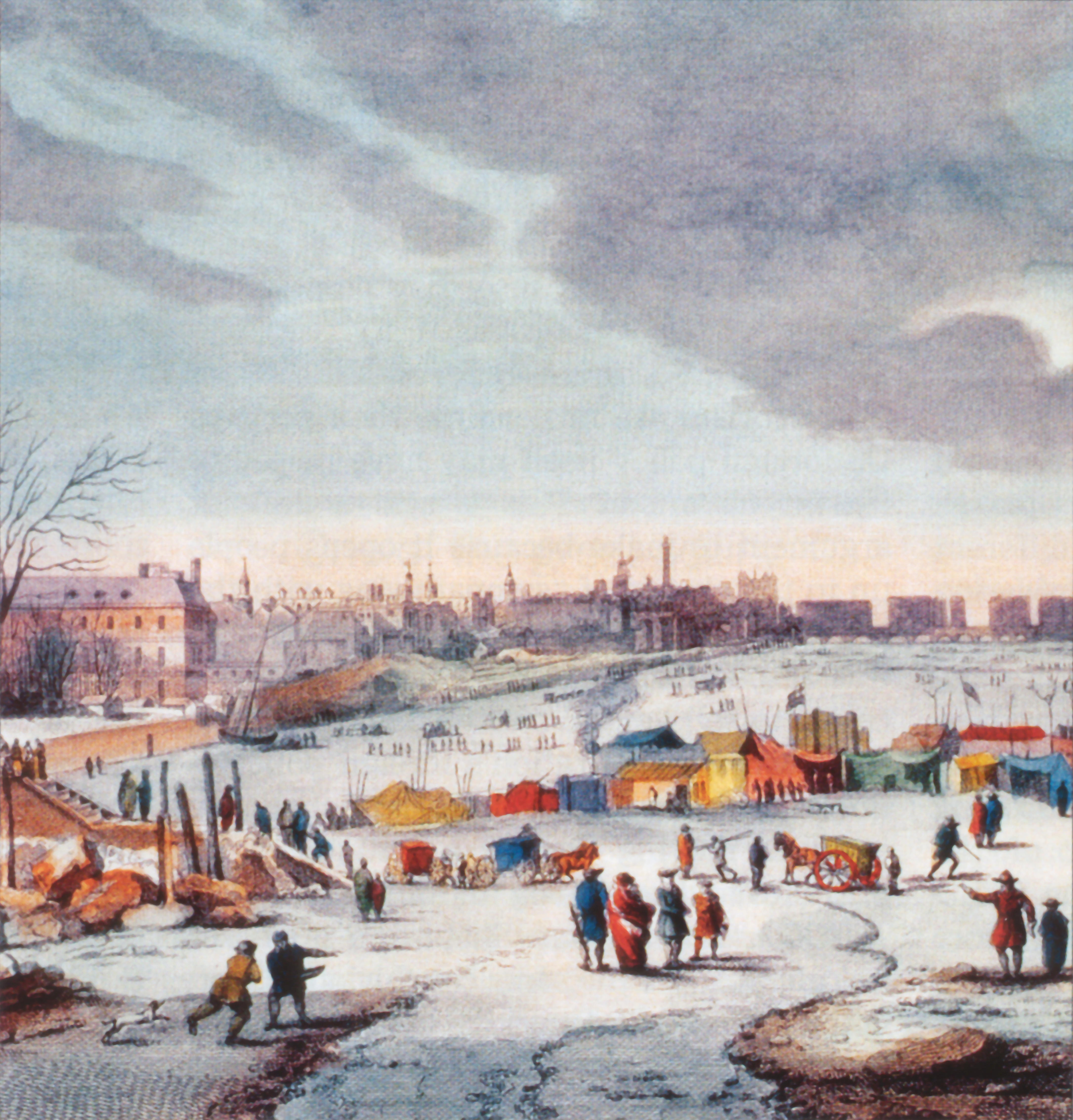
La fiera del gelo in un'opera di Thomas Wyke

Le fiere del gelo sul Tamigi si svolsero sulla banchina del fiume Tamigi a Londra, in Inghilterra, in alcuni inverni, a partire dall’inizio del XVII secolo fino all'inizio del XIX secolo. 
Per la maggior parte queste fiere (se ne contano nove) si tennero tra l'inizio del XVII e l'inizio del XIX secolo, durante il periodo noto come piccola era glaciale, quando il fiume ghiacciava più di frequente. In quel periodo l'inverno in Gran Bretagna era assai freddo e il fiume era più largo e più lento che nel XX secolo; il suo corso, inoltre, era ostacolato dai 19 piloni dell'Old London Bridge medievale, che furono rimossi nel 1831.
Anche al culmine del freddo, verso la metà del XVII secolo, il Tamigi a Londra non ghiacciava così spesso, capitò circa un anno su dieci, tranne che per quattro inverni tra il 1649 e il 1666. Dal 1400 fino alla rimozione del London Bridge medievale furono registrati 24 inverni in cui successe.
Durante il grande gelo del 1683-1684 in Europa, che stabilì il record di inverno più freddo mai registrato in Inghilterra, il Tamigi restò ghiacciato per due mesi e il ghiaccio raggiunse uno spessore di 28 centimetri.
La prima fiera del gelo così denominata si svolse nel 1608, vi furono le prime bancarelle allestite sul ghiaccio del Tamigi, venditori di liquori, il calzolaio e il barbiere, e si videro i londinesi pattinare e giocare a calcio sul ghiaccio, mentre alcuni commercianti mettevano in vendita le loro merci e si improvvisavano mescite di birra. La successiva si tenne nell'inverno 1634-35 ma la grande fiera che avrebbe fatto da modello a tutte le altre (negli inverni del 1688, 1715, 1739, 1789 e 1813) fu nell'inverno 1683-84. In quell'anno il Tamigi gelò lentamente, ma verso la fine di dicembre si formò un notevole strato di ghiaccio su cui camminarono migliaia di persone. I barcaioli di Londra, senza lavoro per via del ghiaccio, si dedicarono a organizzare la fiera, per l'accesso alla quale chiedevano un pedaggio. Vi si vendevano bevande e vari generi alimentari, ospitò acrobati, pattinatori e spettacoli di marionette. 

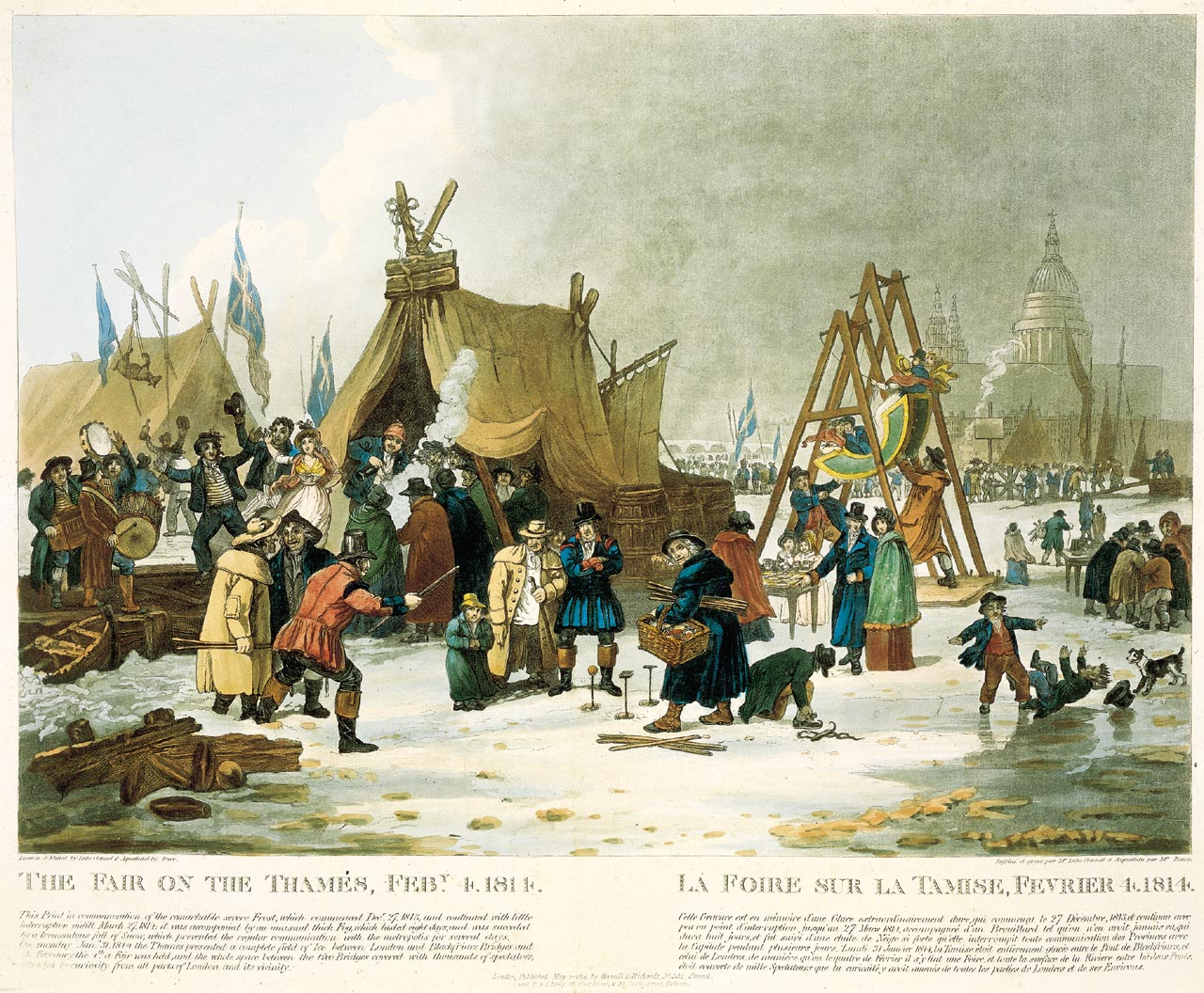
La fiera del gelo del 1814, opera di Luke Clenell

L'ultima fiera del gelo si svolse nel 1814: iniziò il 1º febbraio e durò quattro giorni, tra il Blackfriars Bridge e il London Bridge. Le temperature erano state sotto lo zero tutte le notti dal 27 dicembre 1813 al 7 febbraio 1814 e numerosi londinesi si fecero strada sul Tamigi ghiacciato. Un elefante fu condotto a camminare attraverso il fiume, erano state sistemate varie bancarelle che vendevano pan di zenzero, cioccolata calda e alcolici. Furono persino installate macchine da stampa che vendevano biglietti commemorativi e stampe di poesie.